# Plectrelminthus
Genre
Statut CITES
Plectrelminthus est un genre de plantes à fleurs de la famille des Orchidaceae, ne comprenant qu'une seule espèce reconnue : Plectrelminthus caudatus, endémique d'Afrique.

## Liste des taxons de rang inférieur
Selon GBIF (15 juin 2021) :
- Plectrelminthus caudatus (Lindl.) Summerh.

Selon la WCVP :
- Plectrelminthus bicolor Raf., synonyme de Plectrelminthus caudatus var. caudatus
- Plectrelminthus caudatus (Lindl.) Summerh.
  - Plectrelminthus caudatus var. caudatus
  - Plectrelminthus caudatus var. trilobatus Szlach. & Olszewski
- Plectrelminthus spiculatus (Finet) Summerh., synonyme de Aerangis spiculata (Finet) Senghas

## Synonyme
Plectrelminthus a pour synonyme :
- Leptocentrum Schltr.